# Hollenstedt (Northeim)
Hollenstedt è una frazione (Ortsteil) della città di Northeim, nel land della Bassa Sassonia, in Germania.

## Storia
Già comune autonomo nel circondario di Einbeck, fu soppresso e incorporato a Northeim il 1º marzo 1974.